# Sébastien Chaigneau
Pour les articles homonymes, voir Chaigneau.
Sébastien Chaigneau est un athlète professionnel français, né le 23 février 1972 à Châtellerault, spécialiste de l'ultra-trail et de la course à pied en montagne. Passionné par la montagne et le sport extérieur, il est notamment reconnu par ses deux podiums sur Ultra-Trail du Mont-Blanc (UTMB).

## Biographie
Sébastien commence le sport dès son plus jeune âge par le vélo dans le club de Sébastien Chavanel dans la Vienne. Doué pour ce sport, il se révèle lors d'un cross des écoles en prenant la 3e place. Sébastien se met alors à l'athlétisme sous la houlette de Jacques Iceaga.

### Des études au trail running, via l'armée et l'escalade
Après l’obtention d'un bac Sciences biologiques, Sébastien est obligé de rompre un temps avec le sport de compétition pour travailler à Marineland (Antibes) dans le département recherche.
Il intègre ensuite l’armée et plus particulièrement la SR du 92e RI, appartenant à l'époque à la 27e BIA où il se découvre une passion pour la montagne. C'est finalement à Saint-Jeannet, près de Nice, que Sébastien reprend le sport de loisir en se perfectionnant dans l'escalade. C'est ainsi que, pour le plaisir et pour entretenir la forme, il se rend à différents sites d'escalade en courant, l'amenant alors à participer à son premier trail au mont Férion.

### Son premier trail, une leçon d'humilité
Alors qu'il n’a pas couru depuis huit ans, et jamais plus de 10 km, il s'inscrit en juin 2001 à un trail de 50 km pour 2 800 m de D+. 
Lors de ce trail au mont Férion, Sébastien vit une leçon d’humilité en partant avec peu d'expérience et des ravitaillements faits maison (gel constitué d'amandes et noix pilées mélangées à du lait...). « Évidemment j’ai eu des problèmes intestinaux ! Mais pas question d’arrêter, j’ai fini 18e en 6 h 6. Je n’arrivais même plus à marcher, je me suis endormi dans ma voiture sans m’en rendre compte. »
C'est le début d'une longue carrière pour Sébastien.

### L'ultra-trail, sa passion
Sébastien court son premier Ultra-Trail du Mont-Blanc en 2003. Après ce premier ultra s'ensuit une longue série de podiums de voyages et de partages à travers les plus grandes courses. Troisième de la Diagonale des Fous en 2005, en passant par des victoires sur les plus beaux trails français tels que le Mercantour, le Verdon, 2e à la Sainte-Victoire, Sébastien enchaîne les performances et atteint un haut-niveau à partir de 2007 avant de devenir triple vainqueur du Libyan Challenge en 2007, 2008 et 2009 : 200 km dans le désert en 30 h et en autonomie complète. En août 2009, Sébastien finit deuxième de l'Ultra-Trail du Mont-Blanc, 160 km et 9 500 D+, puis 3e en 2011.
Passionné par la montagne et le trail, Sébastien souhaite faire découvrir sa discipline et « faire sortir le trail de l'anonymat ». Il se rend disponible et conseille les coureurs dès qu'il le peut, notamment sur la nutrition,, la préparation à long terme ou encore la préparation mentale et physique.
En 2009, sur l'UTMB, il signe une deuxième place ainsi qu'une troisième place en 2011.
Lors de l'édition 2012, une mauvaise chute lors du départ couplée à un problème aux yeux (cornée gelée) le contraignent malheureusement à l'abandon à seulement dix kilomètres de l'arrivée.
En 2012, il bat le record de la Transgrancanaria en 12 h 50, puis finit deuxième du Lavaredo Ultra Trail derrière Iker Karrera. Sa fin de saison est elle plus compliquée avec une blessure au genou droit lors d'un entraînement.

## Get Ready For
En 2010 Sébastien Chaigneau met à disposition des passionnés de sport nature et de trail une série audiovisuelle illustrant des conseils pour l'entrainement, la nutrition, l'équipement mais aussi des récits de ses ultra-trail à travers le monde.

## Profil physique et chronos
Capacité physique :
- vitesse maximale aérobie de 22 km/h
- Fréquence cardiaque au repos de 38
- Fréquence cardiaque maximale de 194

Chronos :
- 1 000 m : 2 min 50 s
- 800 m : 1 min 56 s
- 1 500 m : 3 min 56 s
- 3 000 m steeple : 9 min 15 s
- 160 km, 9 500 D+, UTMB : 20 h 55 min

## Palmarès
2015

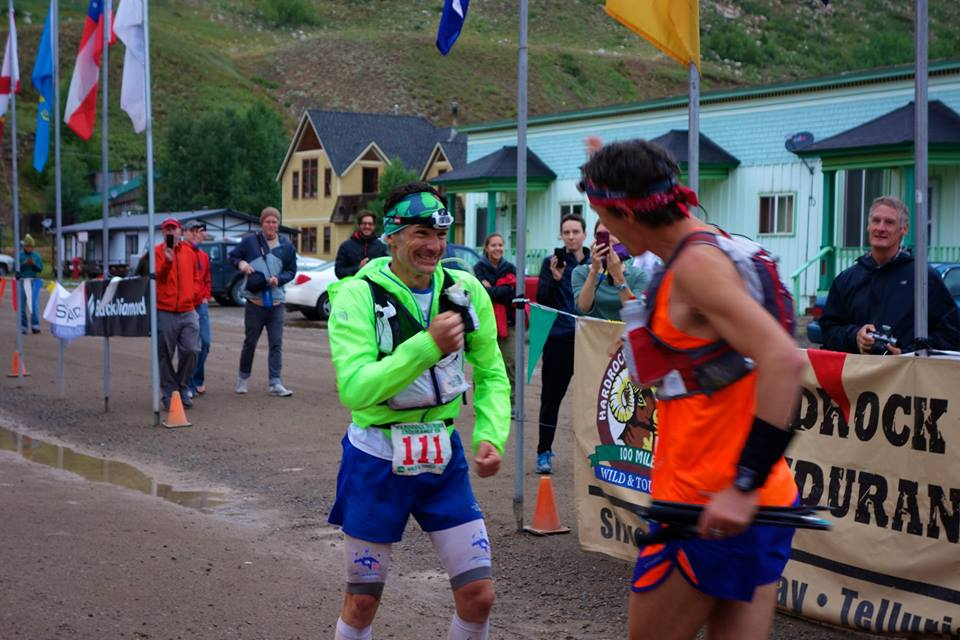
Sébastien et Scott Jurek à l'arrivée de la Hardrock 100 en 2013.

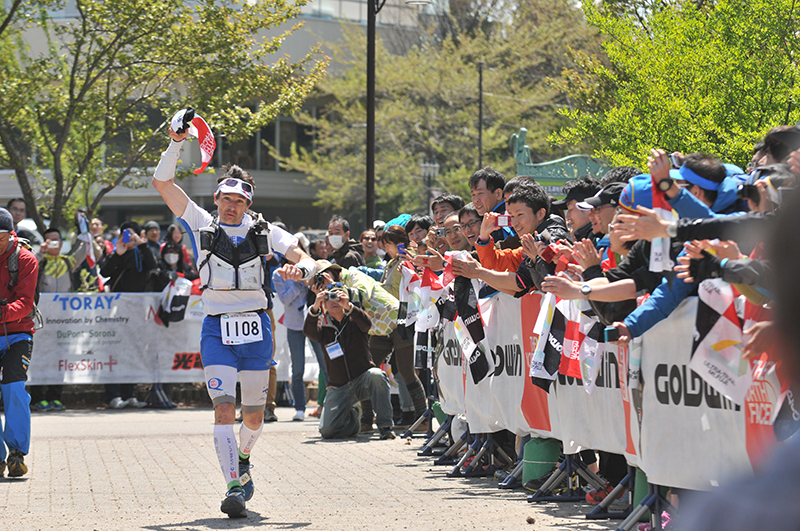
Sébastien à l'arrivée de l'UTMF en 2013.

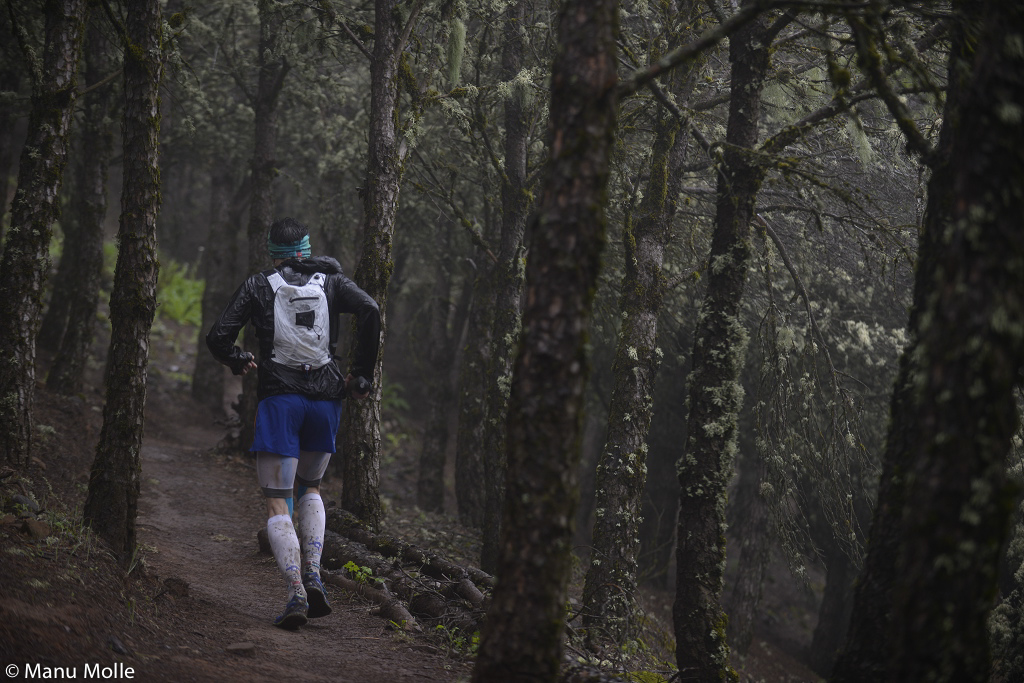
Sébastien Chaigneau file vers la victoire durant la Transgrancanaria en 2013.

- 1er du STY - Ultra Trail du Mont Fuji (Japon, 80 km, 4600 M D+)
- 1er du Harricana Trail (Canada, 28 km, 1000 m D+)

2013
- 10e du 80 km du Mont Blanc (France, 80 km, 6000 m D+)
- 1er et recordman de Hardrock 100 Endurance Run (USA, 160 km, 10 000 m de D+)[12]
- 3e de l'Ultra Trail Mont Fuji (Japon, 160 km, 9 200 m de D+)[13]
- 1er de la Transgrancanaria (Canaries, 120 km, 7 000 m de D+)[14],[15]

2012
- 8e de l'Otter African Trail Run (Afrique du Sud, 42 km)[16]
- 1er de la Moins'hard (France, 38 km, 3 400 m D+)
- 2e du Lavaredo Ultra-Trail (Italie, 120 km, 5 370 m de D+)
- 1er du Raid Gravona (Corse, 20 km, skyrunning)
- 1er et recordman de la Transgrancanaria (Canaries, 123 km, 5 717 m de D+)

2011
- 3e de Ultra Trail du Mont Blanc (179,9 km, 10 300 m de D+)
- 3e de la Transgrancanaria (Canaries, 123 km, 5 000 m de D+)

2010
- 1er du North Face Endurance Challenge au Chili (80 km, 4 800 m D+)
- 2e Ultra Trail du Sancy (82 km, 4 300 m de D+)
- 1er l’Olympus Marathon en Grèce (43 km, 3 450 m de D+)
- 3e The North Face Endurance Challenge en Argentine (80 km, 3 800 m de D+)

2009
- 2e d’Ultra Trail du Mont Blanc (166 km, 9 600 m de D+)
- 1er au Libyan challenge (205 km de course à pied non stop en autosuffisance alimentaire)
- 1er au Grand Raid du Mercantour (86 km, 5 900 m de D+)
- 3e de l’Olympus Marathon (43 km, 3 450 m de D+)

2008
- 1er du Libyan challenge (196 km en auto suffisance alimentaire au GPS et non stop)
- 1er du Trail des Allobroges
- 2e de l’Annecime
- 19e The North Face Ultra Trail du Mont Blanc (166 km, 9 600 m de D+)

2007
- 1er du trail Mercantour (105 km, 7 000 m de D+)
- 1er du Libyan challenge (185 km en auto suffisance alimentaire au GPS et non stop)

2006
- 1er à l’Ultra du Verdon (80 km, 4 000 m de D+)
- 2e du trail de la sainte Victoire (59 km, 3 200 mètres de D+)
- 2e de l'utra trail par étape Montpellier>Valencia (500 km, 4 000 de D+)

2005
- 3e de la Diagonale des Fous (145 km, 8 500 m de D+)
- 3e du Grand Raid du Mercantour